# Orde van de Zon van Aung San
De Orde van de Zon van Aung San, in het Birmees "Aung San Thuriya" genoemd is de hoogste Birmaanse onderscheiding voor dapperheid.
De onderscheiding werd naar de Birmeese nationale held Aung San genoemd en heeft een enkele graad.
Het versiersel is een op de zon gelijkende ster met een doorsnede van 4½ centimeter. De ster is door een draaggesp met het lint verbonden. Op de achterzijde van de ster wordt de naam van de gedecoreerde en het jaartal van verlening gegraveerd. Het lint was tot 1978 rood met twee gele strepen in het midden en is nu rood met groene randen. Net als bij het Victoria Cross draagt men een miniatuur van de ster op de baton.